# Паккьяротти, Джакомо

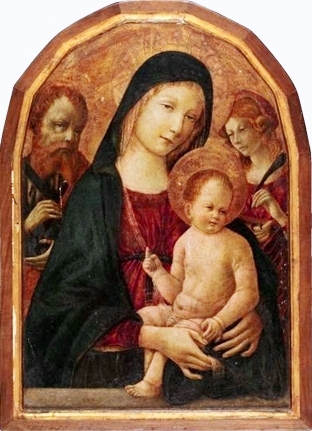
Джакомо Паккьяротти. Мадонна с младенцем, св. Екатериной и Варфоломеем. 1510-е. Частное собрание.

Джакомо Паккьяротти (итал. Giacomo Pacchiarotti; 1474, Сиена — 1540, Витербо) — итальянский художник, сиенская школа.
Имя Джакомо Паккьяротти усилиями исследователей было отделено от имени мифического «Паккьяротто, работавшего в Фонтенбло», которому ранее приписывались произведения Джакомо, и другого художника — Джироламо дель Паккья. После раздела художественного наследия «Паккьяротто» искусствоведы приписывают Джакомо совсем немного работ. Несмотря на то, что искусство Паккьяротти по своему строю на первый взгляд ближе XV веку, чем веку шестнадцатому (общепризнанной считается точка зрения, что своим формированием он обязан Бернардино Фунгаи), Джакомо своим эклектичным творчеством создавал ту ренессансную смесь, из которой развилось искусство Доменико Беккафуми.

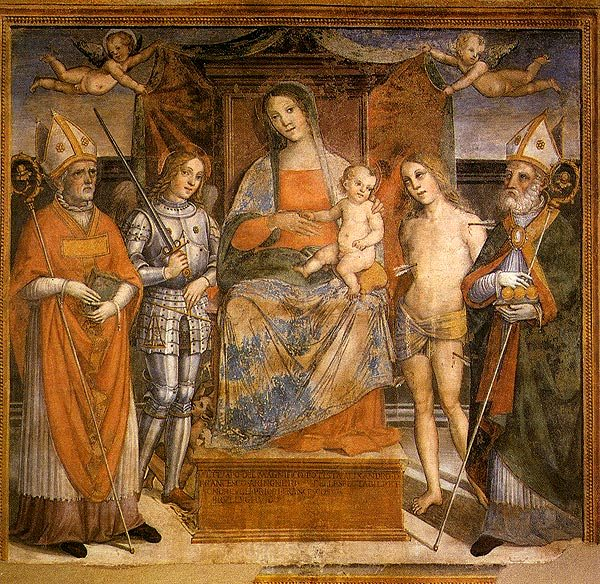
Джакомо Паккьяротти. Мадонна с младенцем и святыми. Фреска. 1520.Казоле д’Эльза, Музей археологии.

О жизни Джакомо Паккьяротти сохранилось довольно много архивных сведений. Судя по ним, художник обладал неугомонным и беспокойным характером, подчас толкавшим его в разные авантюры. В хронологии его жизни сообщения о выполнении им каких-либо художественных работ соседствуют с сообщениями об участии Джакомо в военных действиях и политических событиях. В 1514 году он заканчивает работы над росписью капеллы Пикколомини, а в 1519 году становится гонфалоньером в Сталлореджи ди Фуори; в 1526 году Джакомо участвует в военных действиях в Камолье против папских и флорентийских войск; в 1528 году написал картину для ц. Санта Мария а Тресса, участвовал в штурме городка Монтебеникки, и работал над фортификациями Сиены; в 1529 году был посажен в тюрьму за измену, отбывал наказание в Таламоне, вскоре был прощен, но ограничен проживанием в Витеккьо; в 1530 году принимал участие в заговоре партий либертинов и пополанов; в 1532 году работал над росписями капеллы Сан Джованни делла Морте; в 1534 году был назначен главой округа Сан Марко; в 1534 году вступил в клуб Бардотти, довольно опасную группировку; в 1535 году после разгона этого клуба вынужден был скрываться, но в 1539 году он вновь назначен на административную должность в Сталлореджи. Запись от 17 августа 1540 года сообщает о его смерти.(1)

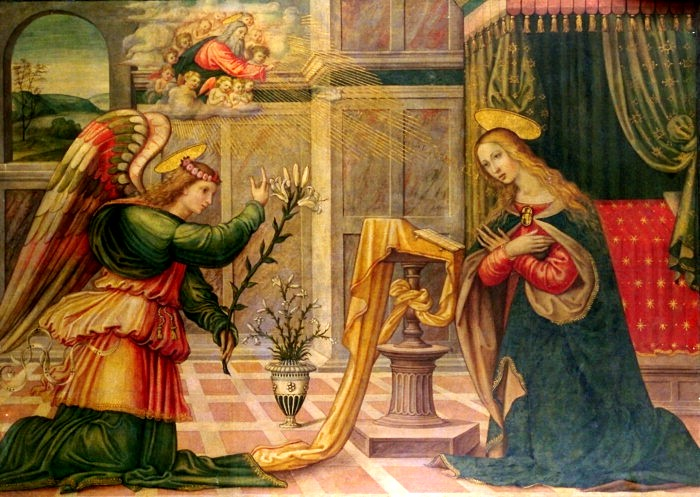
Джакомо Паккьяротти. Благовещенье. Лондон, Институт Курто.

В архивных документах немного сведений о крупных живописных работах Джакомо, чаще упоминается его участие в создании штандартов и флагов для общественных ритуалов и процессий, благодаря чему в среде специалистов он прослыл «дизайнером процессий». Число дошедших до наших дней произведений Паккьяротти невелико. Среди них следует в первую очередь отметить фреску «Мадонна с младенцем на троне и со святыми», которая сегодня находится в Музее археологии в Казоле д’Эльза, в ней видно влияние умбрийской живописи, и трехчастную алтарную картину «Встреча Марии с Елизаветой, св. Франциск и св. Михаил» (1510 г., Сиена, Пинакотека). Несколько произведений Паккьяротти находится в частных коллекциях, а также церквях вокруг Сиены.